# Dodecacius nigricollis
Dodecacius nigricollis is een keversoort uit de familie Cebrionidae. De wetenschappelijke naam van de soort is voor het eerst geldig gepubliceerd in 1902 door Schwarz.